# 0875
0875 è il prefisso telefonico del distretto di Termoli, appartenente al compartimento di Pescara.
Il distretto comprende la parte settentrionale della provincia di Campobasso. Confina con i distretti di San Severo (0882) a est, di Campobasso (0874) a sud e di Vasto (0873) a ovest.

## Aree locali e comuni
Il distretto di Termoli comprende 13 comuni compresi nell'unica area locale di Termoli (ex settori di Palata e Termoli), e divisi tra le 5 reti urbane di Guglionesi, Palata, Petacciato, San Martino in Pensilis e Termoli. I comuni compresi nel distretto sono: Acquaviva Collecroce, Campomarino, Guglionesi, Mafalda, Montecilfone, Montenero di Bisaccia (la marina fa parte del distretto di Vasto), Palata, Petacciato, Portocannone, San Giacomo degli Schiavoni, San Martino in Pensilis, Tavenna e Termoli .
RETI URBANE DELL'UNICA AREA LOCALE DI TERMOLI
Rete Urbana di Guglionesi
Comprende il solo Comune di Guglionesi.
Rete Urbana di Palata
Comprende i Comuni di Acquaviva Collecroce, Mafalda, Montecilfone, Montenero di Bisaccia (tranne la marina), Palata e Tavenna.
Rete Urbana di Petacciato
Comprende il solo Comune di Petacciato.
Rete Urbana di San Martino in Pensilis
Comprende il solo Comune di San Martino in Pensilis.
Rete Urbana di Termoli
Comprende i Comuni di Campomarino, Portocannone, San Giacomo degli Schiavoni e Termoli.